# Crucihimalaya himalaica
Crucihimalaya himalaica es una especie de planta de la familia Brassicaceae nativa de Asia. Crece en laderas rocosas y praderas alpinas en el Himalaya y las montañas Hengduan de la meseta tibetana-Qinghai.
C. himalaica es un pariente evolutivamente cercano de Arabidopsis thaliana.  Cambios evolutivos del genoma de C. himalaica permitió su evolución ecológica necesaria para crecer en la meseta tibetana, conocida por condiciones ambientales adversas. Las condiciones de baja temperatura, baja concentración de oxígeno y alta radiación ultravioleta (UV)) influyen en el correcto crecimiento y el desarrollo de las plantas alterando procesos fundamentales para su crecimiento como son fotoperiodo y la floración. Además, la radiación UV produce daños en el ADN, el ARN y la estructura de las proteínas.

## Localización
Afganistán, Bután, China, India, Kashmir, Nepal, Pakistan y Sikkim.

## Descripción
Planta herbácea anual o bianual con hojas caulinares sésiles, a menudo auriculadas, sagitales o ampleuxicaules  con tricomas gruesos ramificados en horquilla o estrellados.
Las flores hermafroditas se organizan en inflorescencias con al menos brácteas basales. Los raquis de las inflorescencias no son flexuosas. Pétalos de color blanco, violeta o rosa de 1,5-4 mm. Son autopolinizables. 
El fruto es una silicua linear pubescente con pedicelo más estrecho que el fruto. El  fruto tiene de ancho entre 0,5-0,8 mm.

## Evolución
Estudios de asociación del genoma completo (Genome-wide association study, GWAS) en el que compararon los genomas de C. himalaica y cuatro parientes cercanos (Arabidopsis thaliana, Arabidopsis lyrata, Capsella rubella y Cardamine hirsuta) determinaron que la  especiación  de C. himalaica ocurrió hace más de dos millones de años.
El aumento del tamaño del genoma de C. himalaica y su proceso de especiación divergente fue principalmente debido al aumento de los LTR retrotransposones. La actividad de los transposones puede conducir a cambios genómicos (reorganizaciones cromosómicas, duplicación génica, silenciamiento génico, origen de nuevos genes...) que en algunos casos llevan a la diversificación, adaptación y evolución de las especies.
Las familias génicas que experimentaron una expansión significativa y selección positiva de genes de C. himalaica asociadas con el proceso de especiación fueron: familias génicas de las vías de reparación del ADN y ubiquitinación de proteínas.
La autocompatibilidad de C. himalaica permite su autopolinización.  La autoincompatibilidad en brasicáceas está controlada por el sistema de reconocimiento del locus-S, compuesto por el gen de especificidad femenina, SRK (S-receptor kinase) y el gen de especificidad masculina, SCR (S-locus cystein-rich protein). En C.himalaica el funcionamiento del sistema de reconocimiento está alterado debido a la pérdida de la función de los genes de reconocimiento SCR y SRK. La autocompatibilidad de  C. himalaica es una característica evolutiva divergente que permite su propagación en la meseta tibetana, donde las estaciones de crecimiento son cortas y hay pocos polinizadores.

## Otros sinónimos
- Arabis himalaica (Edgew.).
- Arabis kashmiriaca (Naqshi).
- Hesperis himalaica (Edgew.) Kuntze.
- Sisymbrium himalaicum (Edgew.) Hook.f. & Thomson.
- Sisymbrium rupestre (Edgew).